# محمية جزر فرسان
محمية جزر فرسان هي محمية طبيعة في المملكة العربية السعودية تحت اشراف المركز الوطني لتنمية الحياة الفطرية، تقع محمية جزر فرسان في القسم الجنوبي الشرقي للبحر الأحمر، وتبعد حوالي 42 كيلومتر عن ساحل منطقة جازان، تبلغ مساحة المحمية حوالي 600 كيلومتر مربع، وتضم مجموعة جزر فرسان أكثر من 84 جزيرة أكبرها جزيرة فرسان الكبير والسقيد (فرسان الصغرى) وقماح وهي الجزر الآهلة بالسكان الذين يعمل غالبيتهم في صيد الأسماك وزراعة الدخن والذرة.

## نبذة
تتألّف جزر فرسان من مسطحات من الأحجار الجيرية الشعابية، يتراوح متوسط ارتفاعها عن سطح البحر بين 10 و20 متر، وقد يصل إلى 40 متر، أما أقصى ارتفاع فهو 75 متر، حيث تسمى هذه المرتفعات محليا بالجبال، وهناك عدد من الأودية القصيرة التّي تنتهي إلى البحر، أما السواحل فمغطاة برمال كلسية بيضاء نتجت عن تحطم الشعاب المرجانية والأصداف البحرية.
من أهم أنواع الأشجار في المحمية السمر والبلسم والسدر والأراك إلى جانب أشجار المانجروف مثل (الشورى والقندل) التي تكون أيكات ساحلية كثيفة، كما انتشرت في المحمية مؤخرا أشجار المسكيت أو البرسوبس الدخيل، ويميز المحمية وجود ظبي الإدمي الفرساني المتوطن في بعض جزر فرسان، بالإضافة إلى النمس الأبيض الذّنب وعدد من القوارض، أما الطيور فتمتاز بتنوعها ووفرتها في المحمية خاصة الطيور المائية والشاطئية والمهاجرة ومن أهمها العقاب النساري والبجع الرمادي والنورس القاتم ومالك الحزين وصقر الغروب وأنواع من القماري، وكذلك توجد في المحمية بعض العظايا والثعابين.

## مهرجان الصيد السنوي
```
يُقام بمحمية جزر فرسان مهرجان سنوي في شهر أبريل، يسمّى 
مهرجان الحريد
، يتمّ فيه صيد أسماك الحريد، المعروف ببغاء البحر، حيث تصل أسماك الحريد إلى مكان يسمّى خور الحريد، بأعداد كبيرة على شكل مجموعات كبيرة، حيث يتجمع السكان والسيّاح من أجل التمتّع بجمال المحميّة، وممارسة الكثير من الأنشطة، أهمّها الصيد البحري.
[
2
]
```

## تكاثر غزال الأدمي
تعدّ محمية جزر فرسان من أكبر المحميات التي تضم حيواناتٍ مُهددةً بالانقراض، أهمها الغزال " الأدمي "ويلقب بـ"الغزال الفرساني"، حيث للغزال مكانة خاصة في جزيرة فرسان منذ عام 1825، لكنه في السنوات الأخيرة أصبح نادرًا وعلى وشك الانقراض، بسبب الصيد الجائر. وقد عادت أعداد الغزال الأدمي في الارتفاع، بعد أن عمل المركز الوطني لتنمية الحياة الفطرية، على تشديد الإجراءات وتطبيق الأنظمة في حق المخالفين، وتوفير الأسباب التي تساعد على تزايدها.

## الغراب الهندي
في أغسطس 2023، أعلن المركز الوطني لتنمية الحياة الفطرية مكافحة طائر المينا، المعروف بالغراب الهندي بمحمية جزر فرسان، الذي عرف عنه التسبب بالآتي:
- نقل الأمراض بين الطيور في المحمية.
- مهاجمة صغار المواشي.
- افتراس فراخ الطيور وقتلها وتدمير أعشاشها.
- ملاحقة الطيور الكبيرة، كالبوم، وقتل الهدهد بشكل مباغت أثناء نومه.
- قتل طائر القمري، وتدمير عشه، وطرد جميع الطيور التي في حجمه أو أصغر منه، من البيئة التي يحتلها.

## تسجيل المحمية في اليونسكو
أعلن وزير الثقافة السعودي الأمير بدر بن عبدالله في سبتمبر 2021، تسجيل جزر فرسان كأول محمية طبيعية سعودية على برنامج الإنسان والمحيط الحيوي "الماب"، أحد البرامج التابعة لمنظمة الأمم المتحدة للتربية والثقافة والعلوم "اليونسكو".